# Igor Marcondes
Igor Marcondes (São José dos Campos, 16 de junio de 1997) es un jugador de tenis brasileño.

## Carrera deportiva
Su ranking ATP más alto de singles fue el número 331, logrado el 13 de diciembre de 2021. Su ranking ATP más alto de dobles fue el número 359, logrado el 6 de diciembre de 2021.
Ganó el Challenger de Florianópolis 2021, entrando al cuadro principal desde la fase de clasificación. En enero de 2022 ganó el Challenger de Blumenau 2022.

## Títulos en Challengers (2; 2+0)
| Leyenda               | Individuales | Dobles |
| --------------------- | ------------ | ------ |
| ATP Challenger Series | 2            | 0      |

### Individuales (2)
| N.º | Fecha    | Torneo                      | Superficie    | Oponentes            | Resultado     |
| --- | -------- | --------------------------- | ------------- | -------------------- | ------------- |
| 1.  | 12.12.21 | Challenger de Florianópolis | Tierra batida | Hugo Dellien         | 6-2, 6-4      |
| 2.  | 16.01.22 | Challenger de Blumenau      | Tierra batida | Juan Bautista Torres | 3-6, 7-5, 6-1 |